# Raabeina alae
Raabeina alae är en insektsart som beskrevs av Irena Dworakowska 1979. Raabeina alae ingår i släktet Raabeina och familjen dvärgstritar. Inga underarter finns listade i Catalogue of Life.